# ساجی نوبوکاتا
ساجی نوبوکاتا (به ژاپنی: 佐治 信方 さじ のぶかた) (۱۵۵۳–۱۵۷۴ میلادی) یک سامورایی ژاپنی در دوره سنگوکو بود. 
او با اواینو نو کاتا دختر اودا نوبوهیده ، خواهر کوچکتر اودا نوبوناگا ازدواج کرد. او پدر ساجی کازوناری بود.
در روز ۱۲ اکتبر ۱۵۷۴ در طی محاصره‌های ناگاشیما کشته شد.